# Pont de Rohan
Le pont de Rohan est un pont bâti français franchissant l'Élorn au centre de Landerneau, dans le Finistère, en région Bretagne. C'est l'un des plus vieux des dix-neuf ponts bâtis d'Europe. Construit au XVIe siècle au fond de l'aber qui servait de port, il subit la marée et sépare l'eau douce de l'eau saumâtre.

## Caractéristiques
Les soixante sept mètres qui constituent un tronçon de la rue du Pont relient au nord le quai de Léon, et au sud le quai de Cornouaille .
Le pont compte cinq arches. Une première arche relie ce dernier à une petite île par-dessus un canal qui sert de déversoir et remonte vers le lit de la rivière après avoir dessiné un coude. Un bief fermé par un pertuis sépare cette petite île d'une seconde encore plus petite située au milieu du fleuve et reliée par une seconde arche quasiment invisible au piéton. Une digue consolide la rive nord de ce second îlot et se prolonge en aval jusqu'après un barrage à effacement invisible à marée haute. De là, trois arches franchissent ce qui constitue le bras principal de l'Elorn en aval d'un autre barrage à effacement.

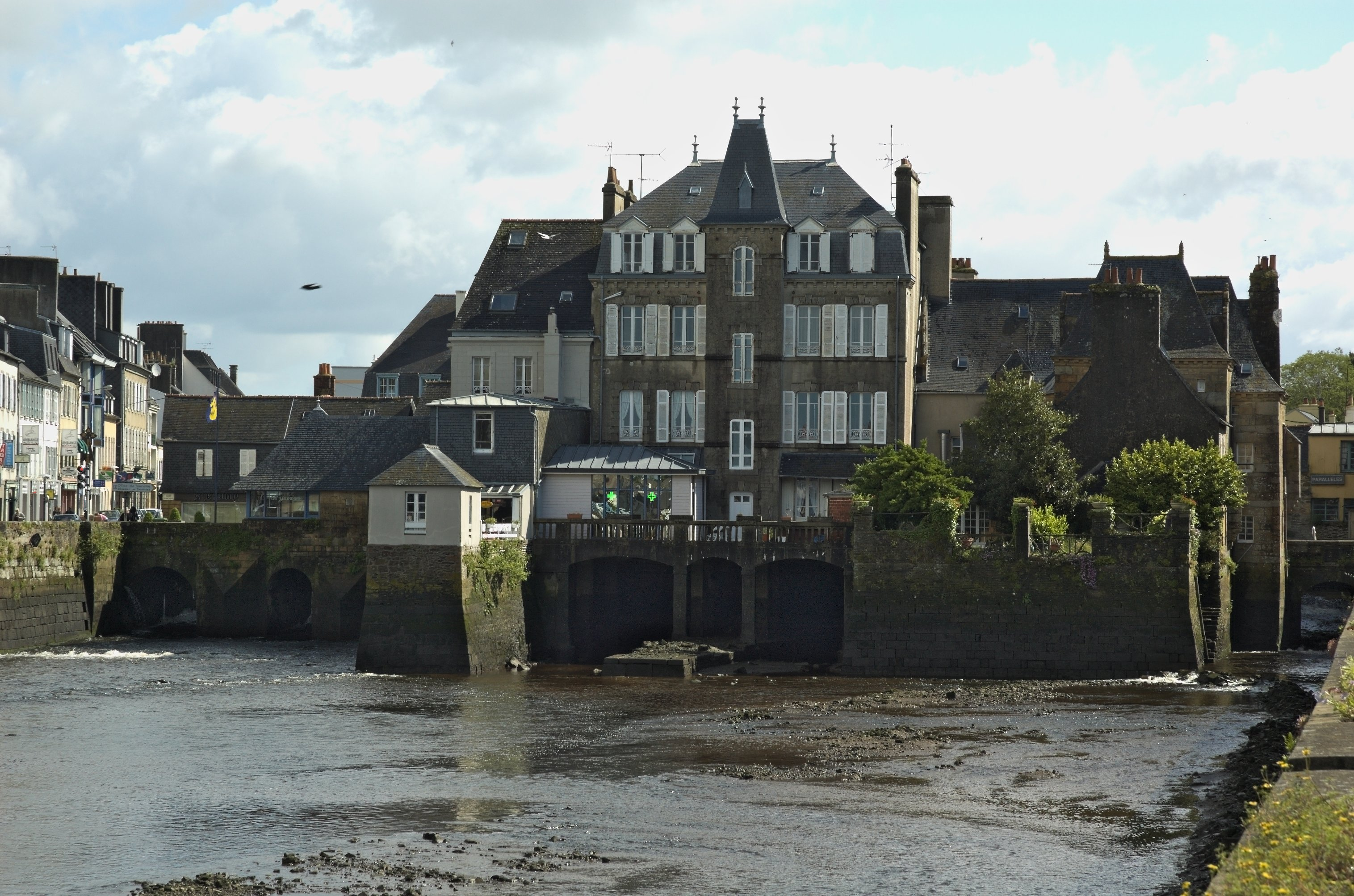
Le pont de Rohan traverse un îlot sur lequel a été construit un hôtel particulier et son courtil.

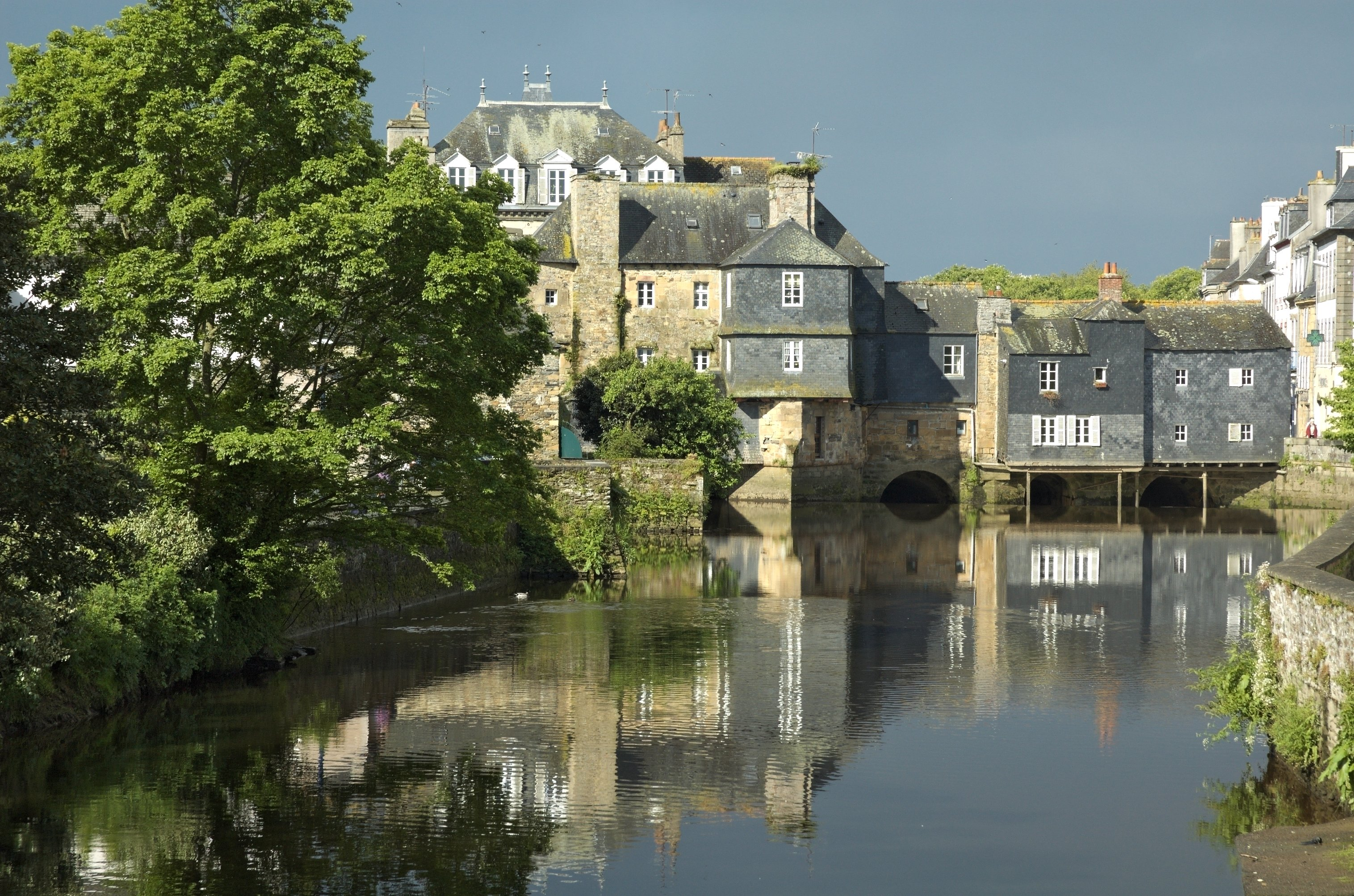
Vu de l'autre côté, depuis l'amont, à la même date, en mai 2006.

## Histoire
Un pont, très certainement en bois, franchissait depuis au moins 1336 le dernier gué de l'Elorn. Celui ci était déjà dans l'Antiquité un nœud routier qui reliait au sud les voies de Coriosopites et Darioriton puis Vorgium, à celles au nord ouest de Vorganon, Tolente, Occismor et Gesocribate, et à l'est d'Aleth via le gué de Mont Relaxe.
Ce premier pont est reconstruit en 1510 par le vicomte Jean II de Rohan, seigneur de Léon. Le prince se rembourse et en finance l'entretien  par un péage. L'ouvrage comprend à l'origine deux boutiques, un moulin et une prison ainsi qu'une pêcherie, une chapelle et une salle de garde. Les rives qu'il relie ne seront dotées de quais que dans les décennies suivantes. Le port, que ferme en amont le pont, est alors, tout comme Morlaix, le lieu d'un trafic intense vers Séville, Saint-Sébastien, Anvers et la Baltique, par où est exportée la production de la deuxième plus grande région toilière de France, les très recherchées crées du Léon.

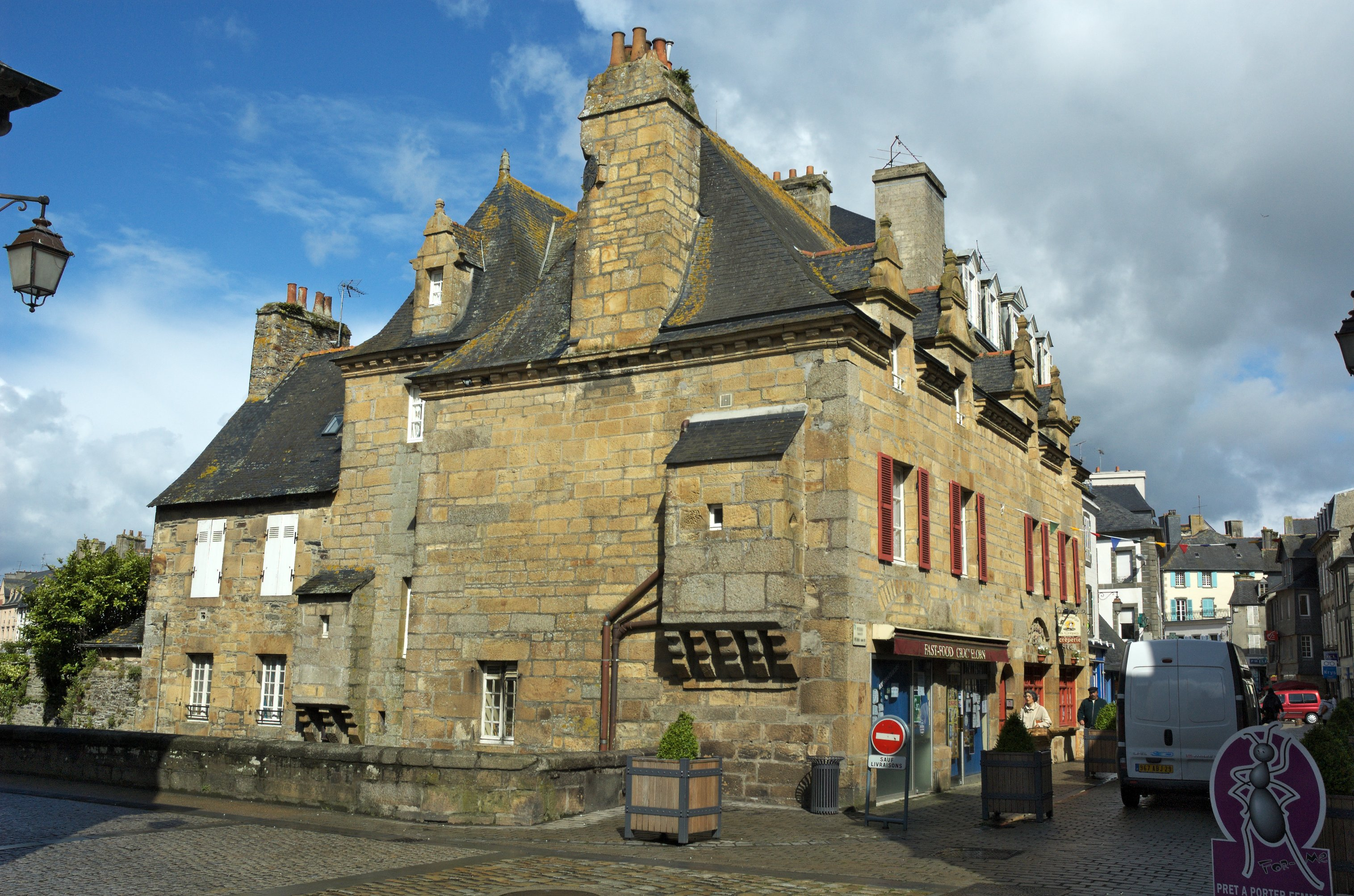
La maison Gillart en mai 2006.

C'est au XVIIe siècle que le pont se garnit de petites maisons. Elles sont construites en appui d'un côté sur le bord amont du pont et de l'autre sur des pilotis. En 1639, un magistrat de la ville, Jacques Gillart, se fait construire son logement, une belle demeure de style renaissance en pierre de Logonna, à l'angle du pont et de la rive gauche, le quai de Cornouaille. Pour ne pas empiéter sur les ouvrages, ou peut être ne pas payer le prix du terrain, les fondations sont élevées dans le lit de la rivière même.
En 1760, le péage est supprimé. La charge de l'entretien revenant au lointain gouverneur de la province, le pont se dégrade.
En 1825, le moulin, qui profite du courant de l'Elorn, est détruit par un incendie. Il sera entièrement rasé en 1897. Le pont est consolidé mais les crédits manquent pour le rénover totalement.
Durant l'Occupation, la Wehrmacht le double d'un pont en bois. Celui-ci est remplacé en 1958 par un pont en béton, qui permet de soulager le vieux pont de Rohan du trafic routier auquel il n'était absolument pas adapté.

## Protection

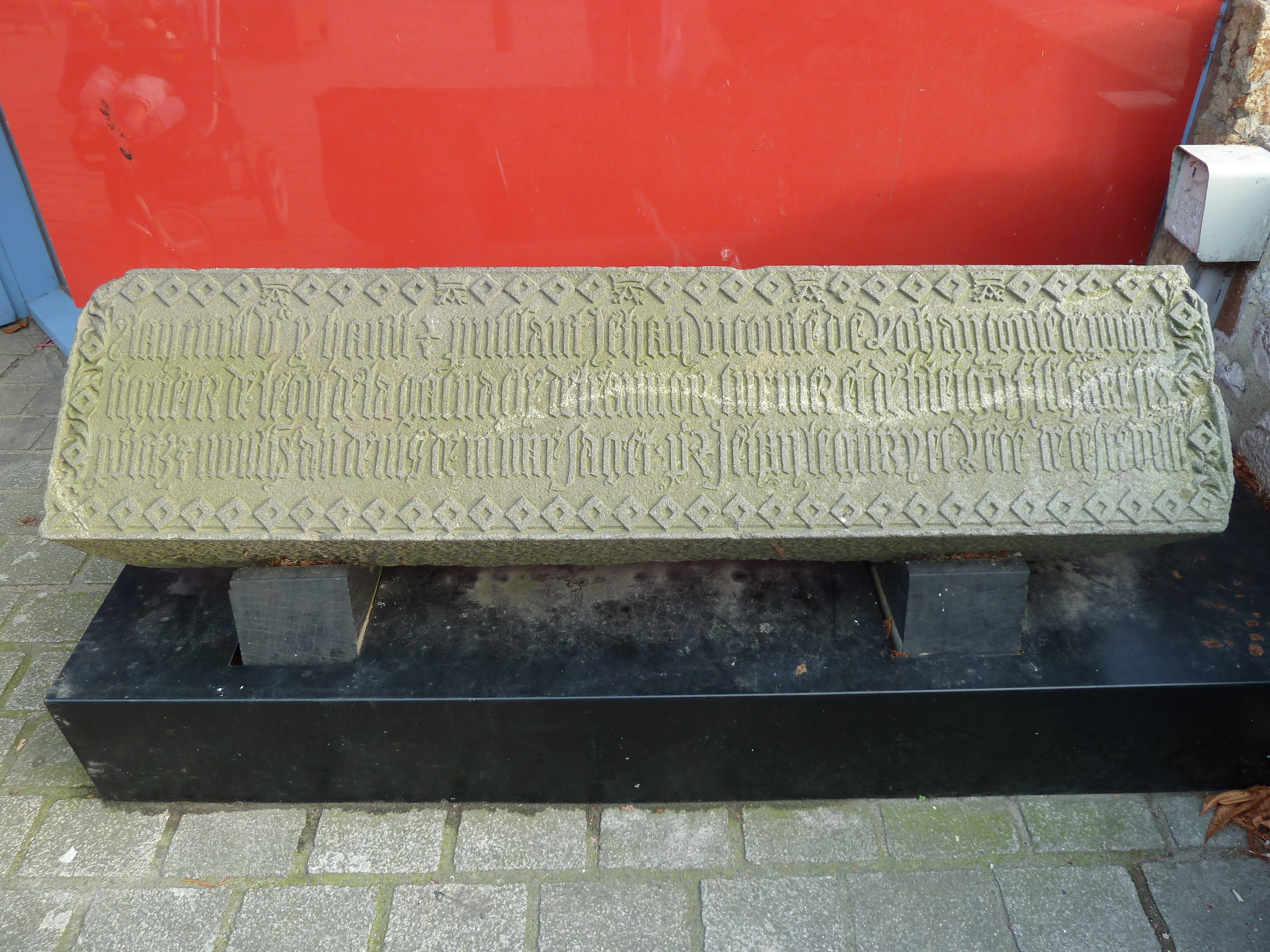
Pierre de dédicace aujourd'hui remisée à l'entrée du pont.

Le pont et les maisons bénéficient de plusieurs protections au titre des monuments historiques:
- un classement en 1929 concernant la maison du XVIIe siècle située au 12 rue du Pont,
- une inscription en 1932 pour la maison située au 11 rue du Pont,
- une inscription en 2010 pour tous les autres éléments du pont, à savoir le pont lui-même et les autres maisons.
- un classement en 2022 de la totalité du pont, ainsi que les façades et toitures des immeubles bâtis qu'il supporte[8]

## Photographies

Vues de l'aval
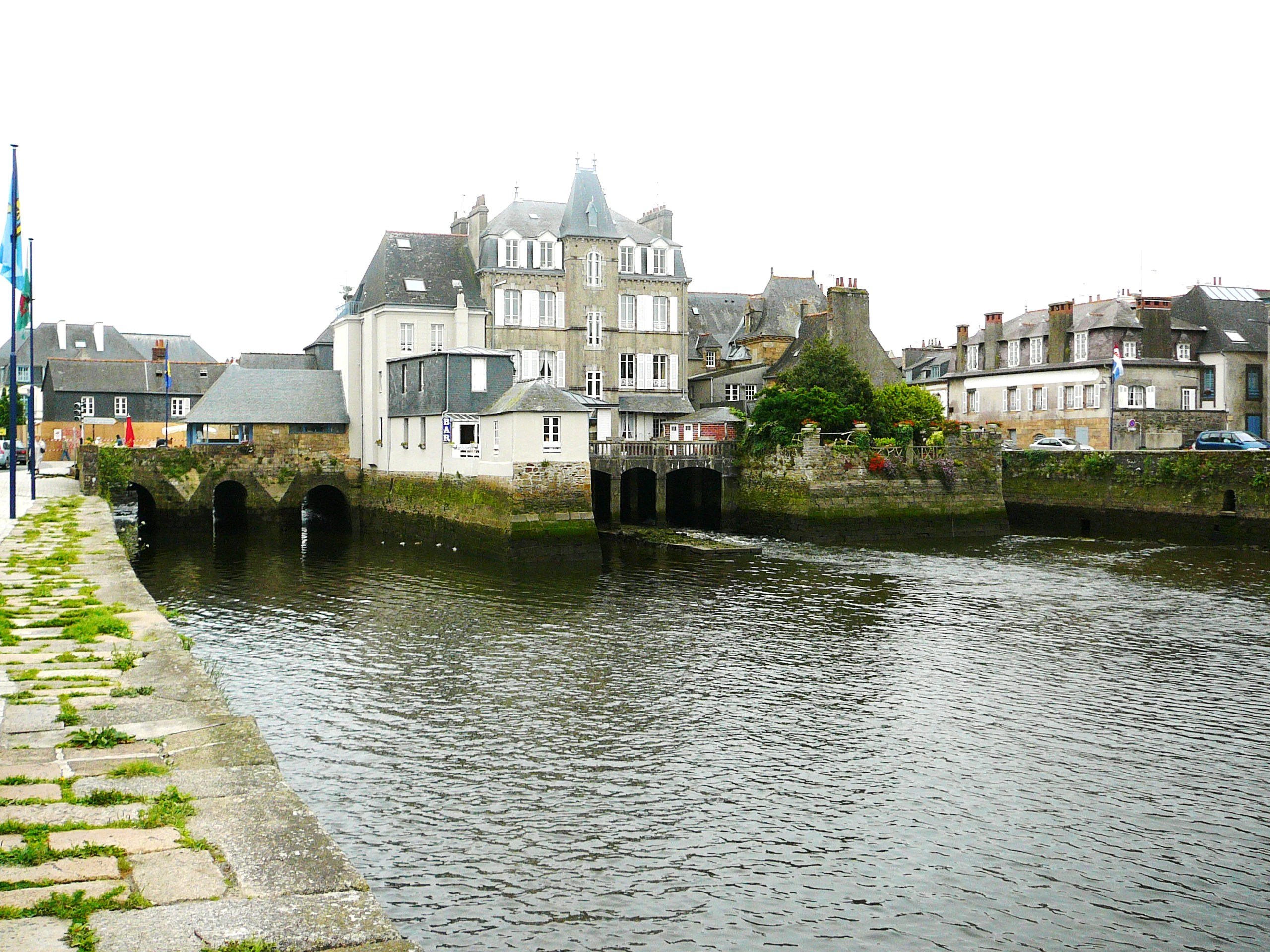
Le pont de Rohan vu de l'aval de l'Élorn.
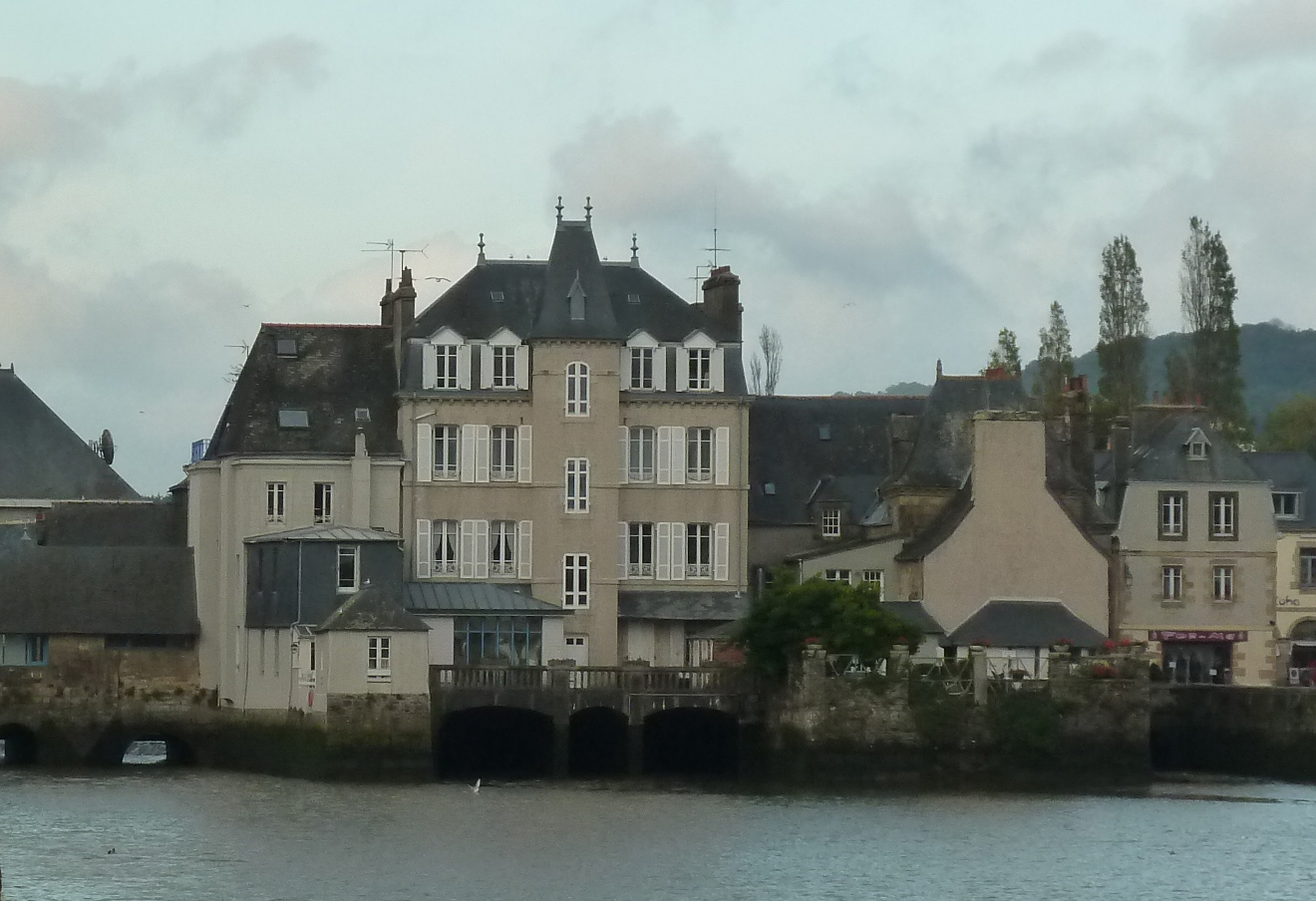
L'îlot central vu depuis le quai de Léon.
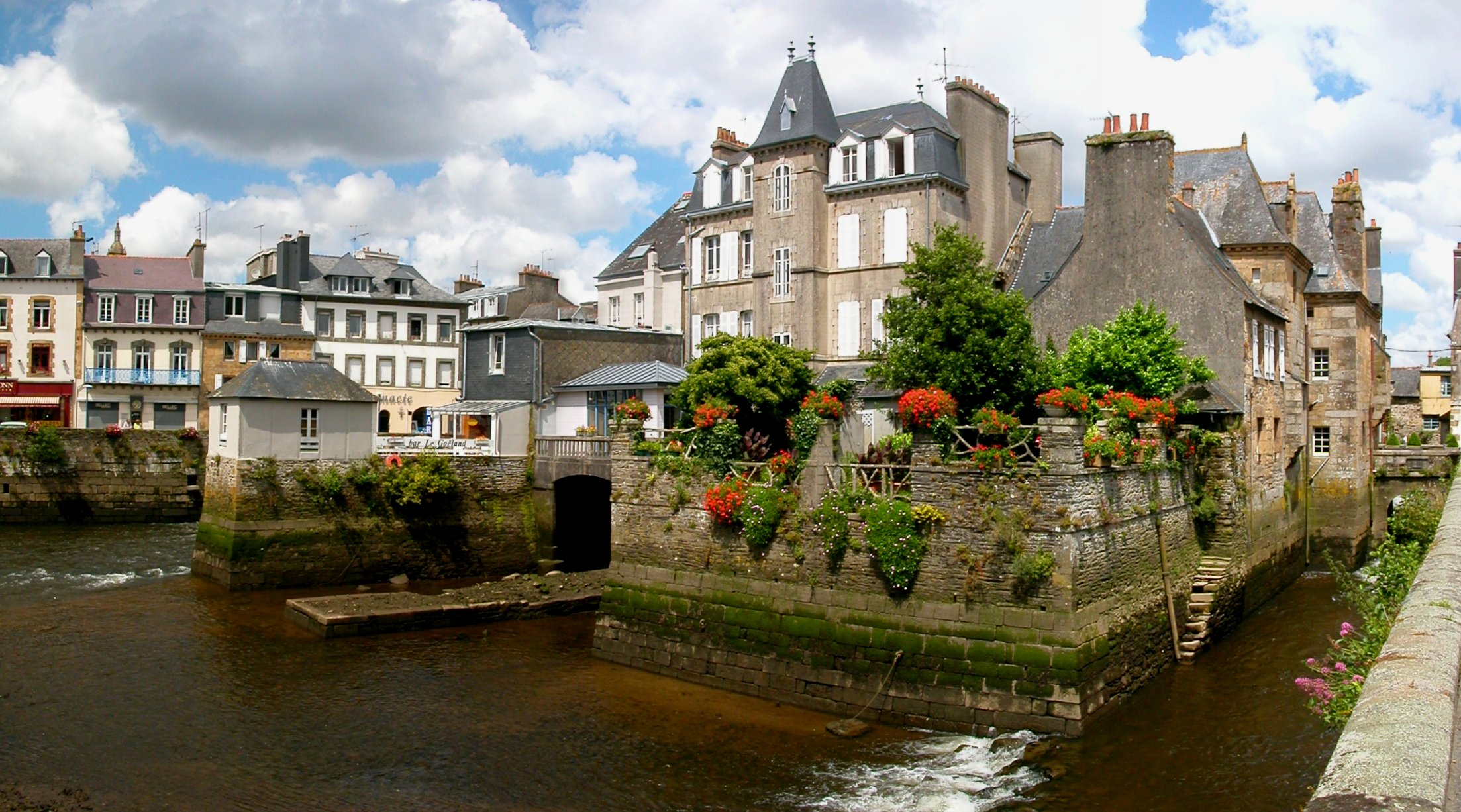
Taillé dans la muraille de l'îlot, un égout tombe d'anciennes latrines, marque de confort et d'avant gardisme à la Renaissance.
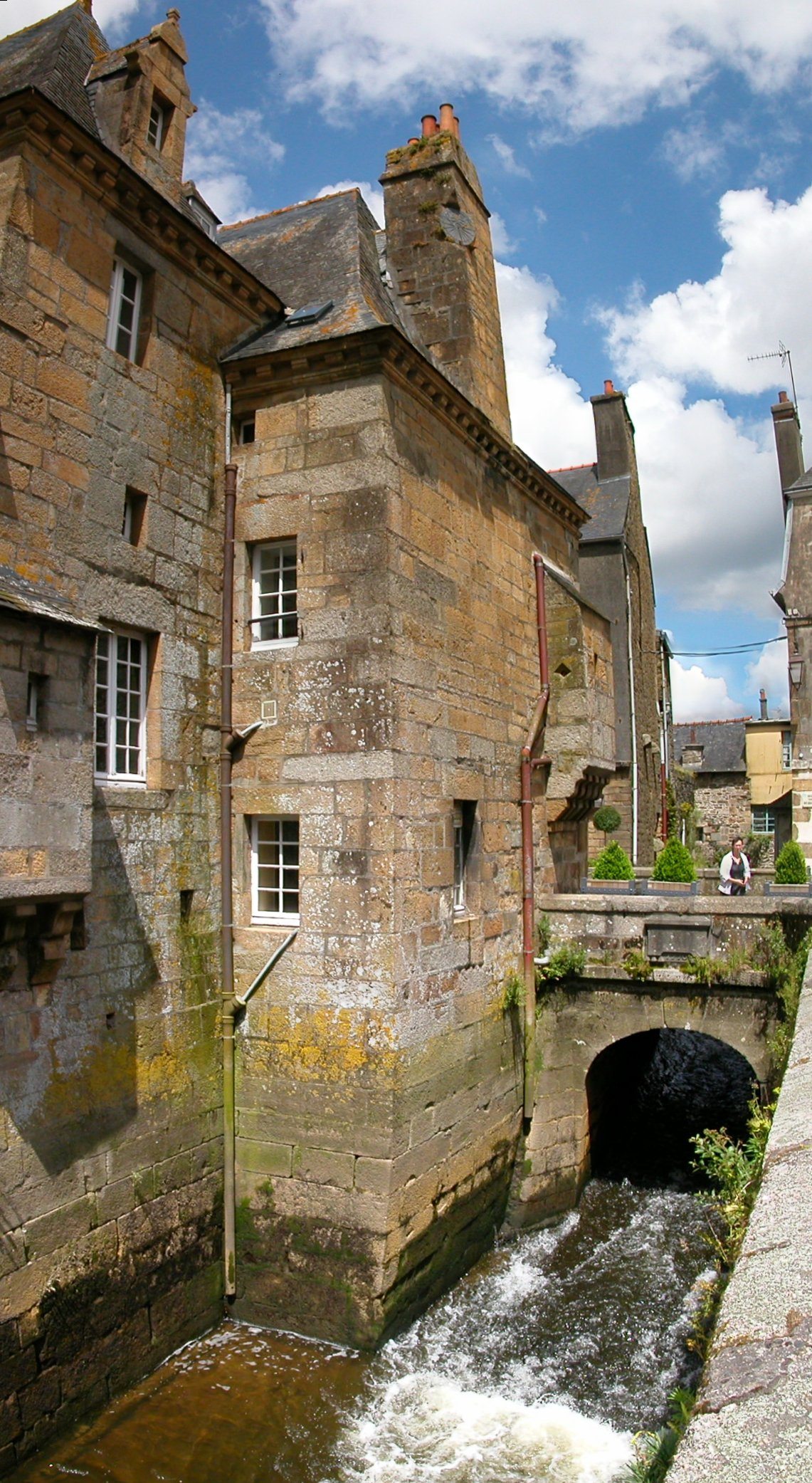
Un déversoir longe la rive gauche, côté Cornouaille.

Vues de l'intérieur
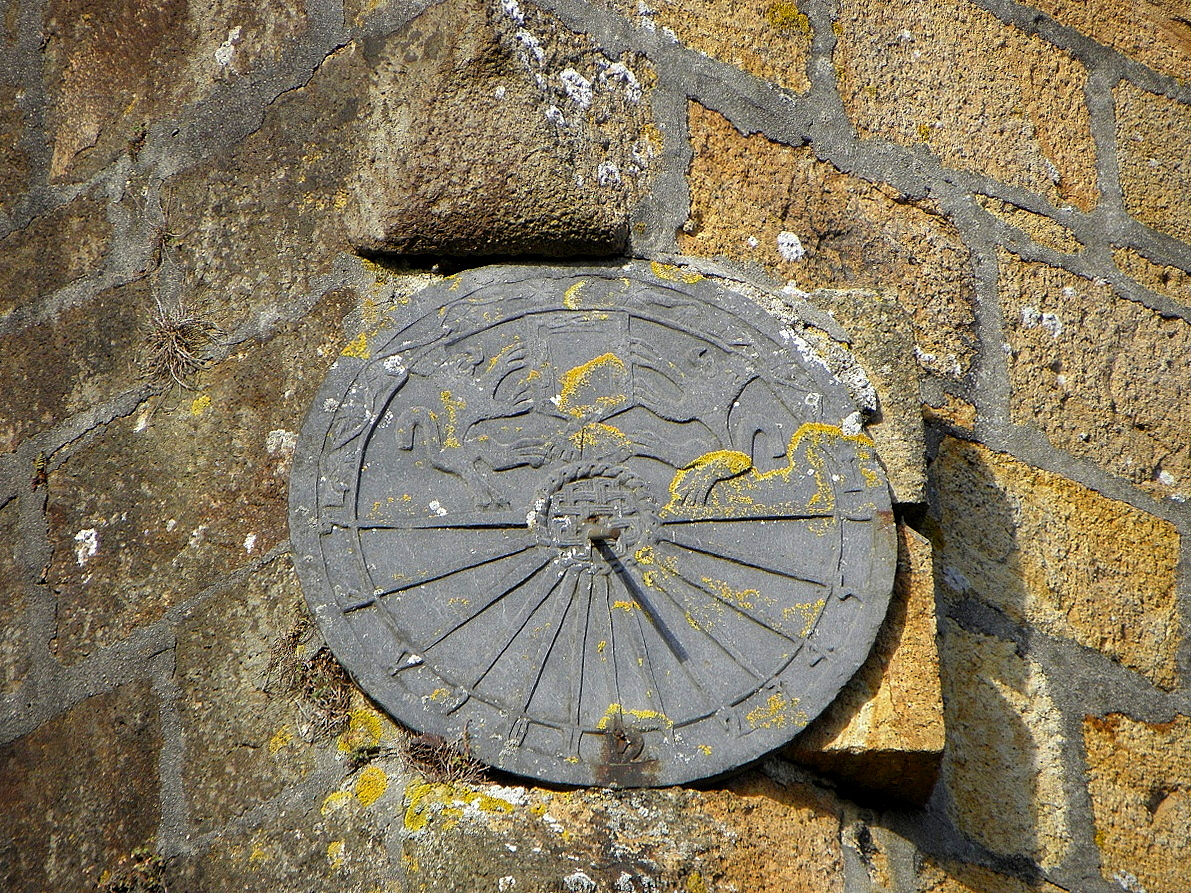
Cadran solaire aux armes des Gillard sur la cheminée à l'entrée sud du pont.
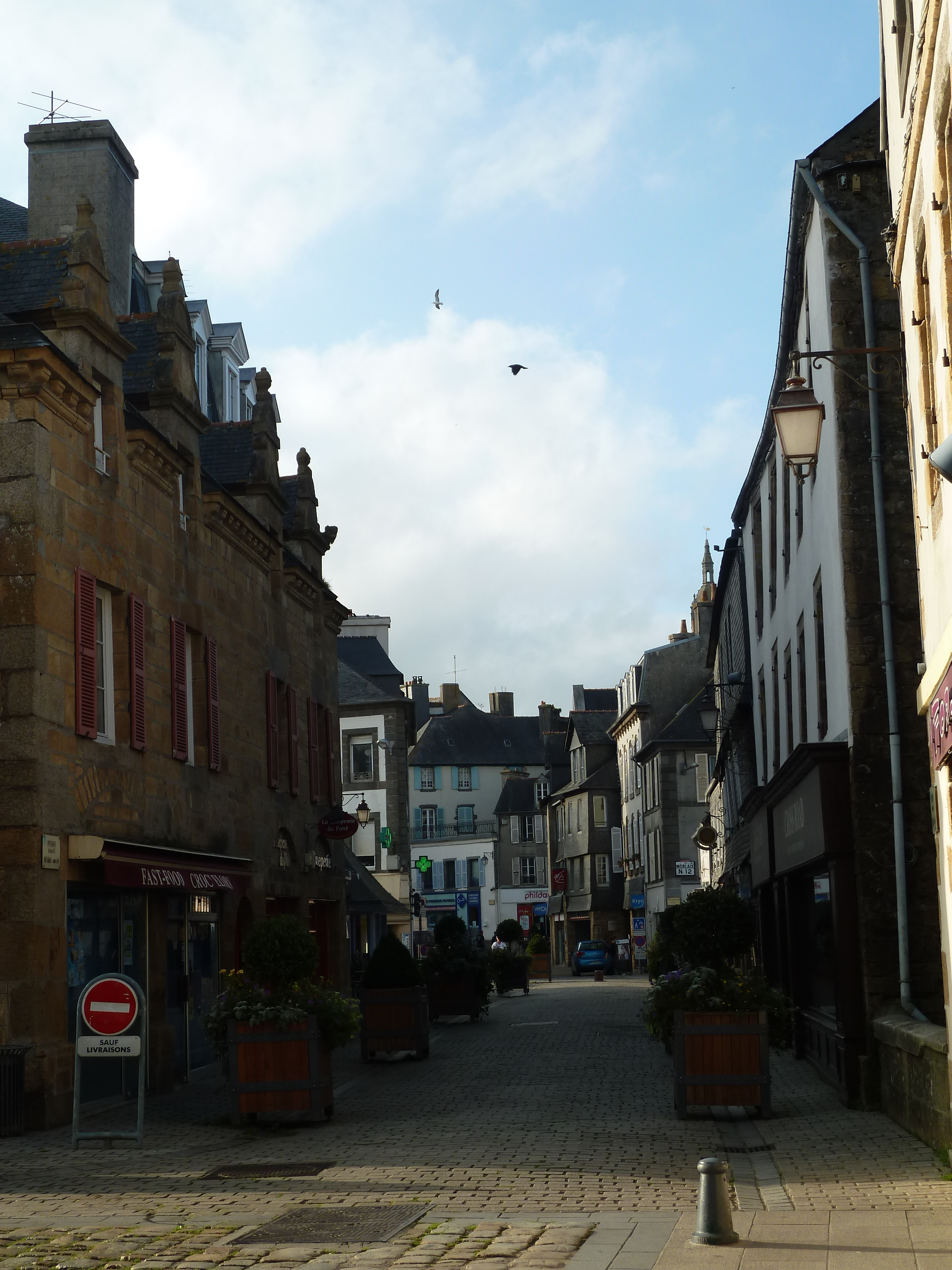
Entrée sud, côté Cornouaille.
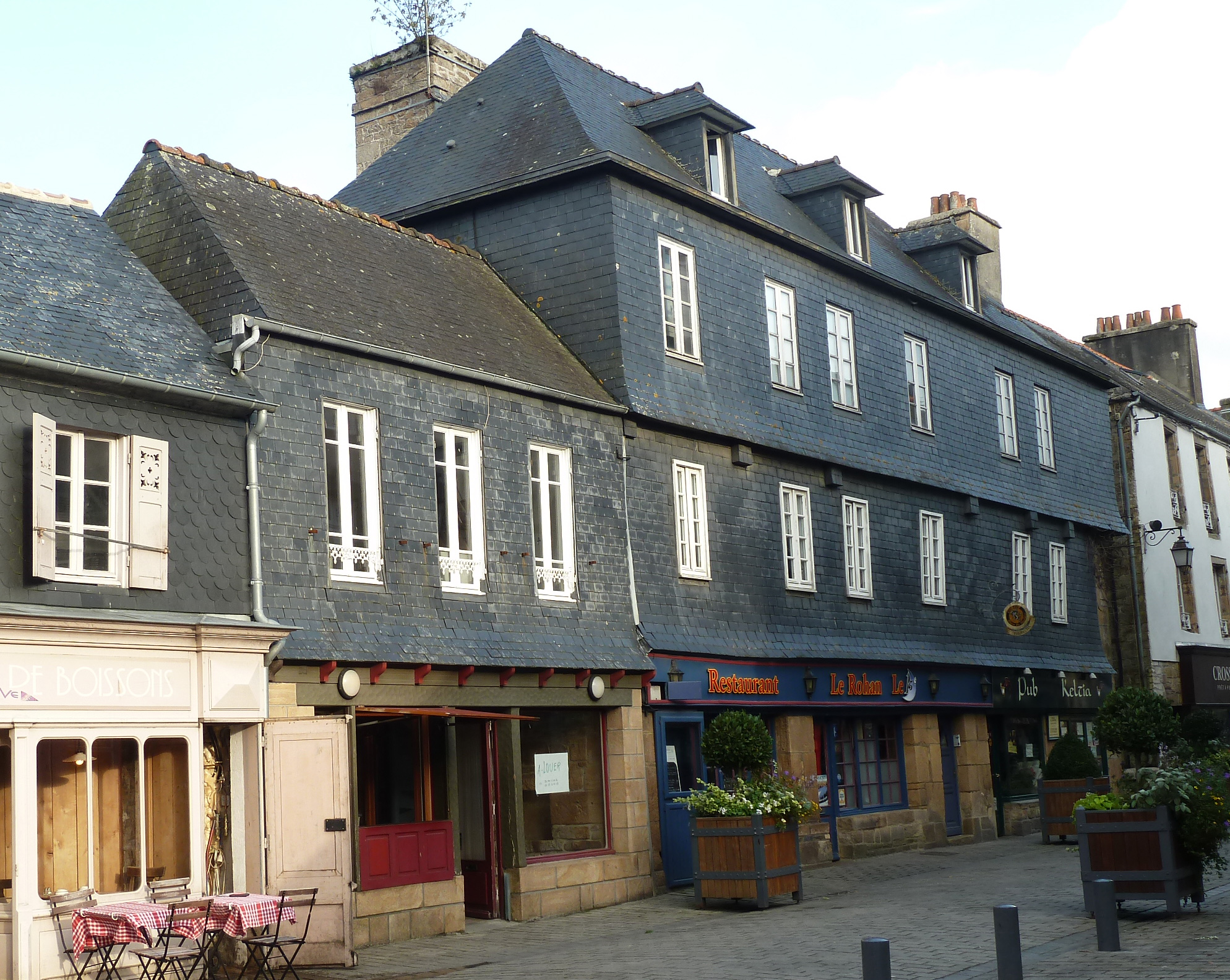
La rue du pont.
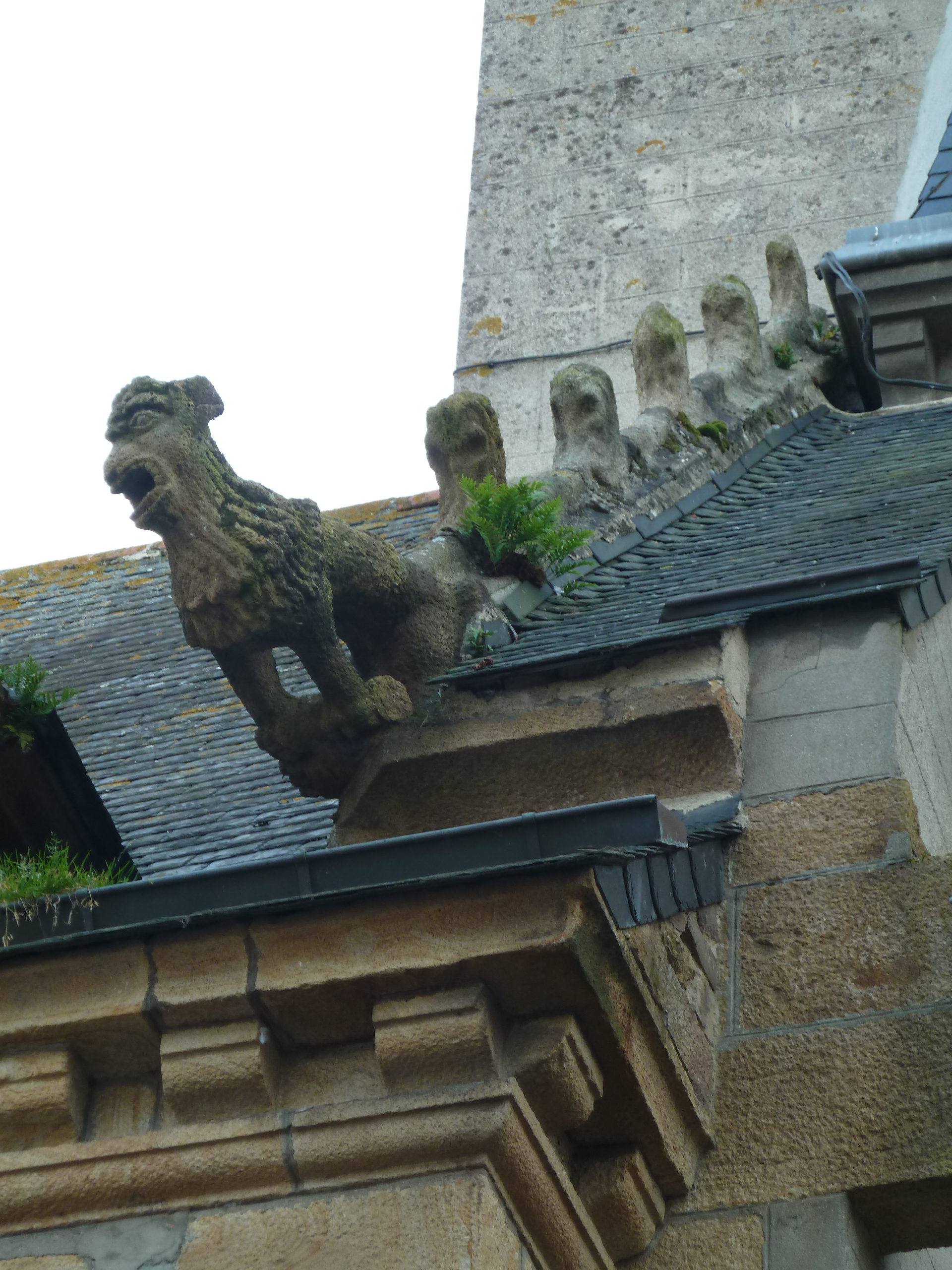
Gargouille de la maison Gillard du côté de la rue intérieure.
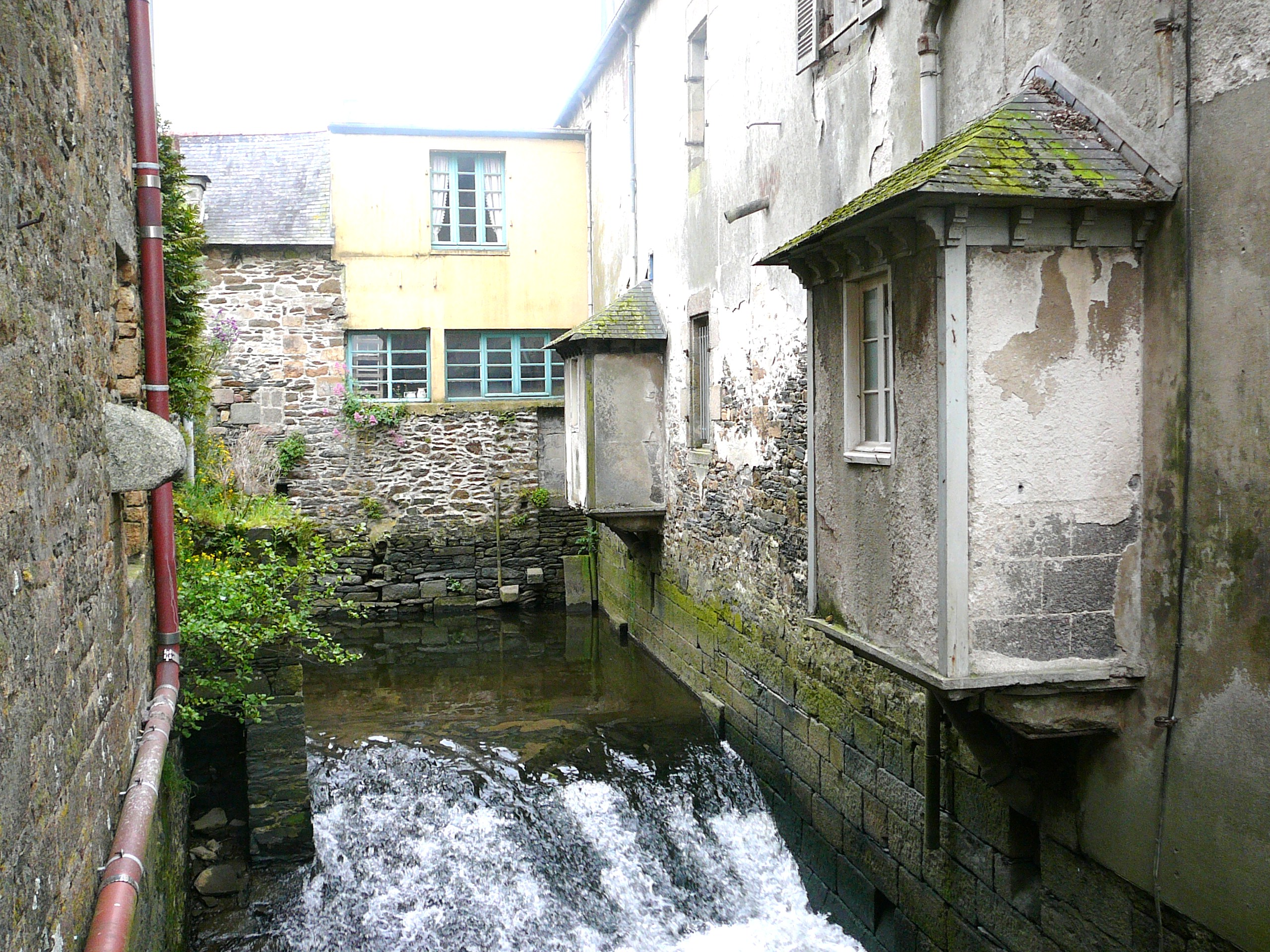
Le déversoir avant de passer sous le pont.

Vues vers l'extérieur
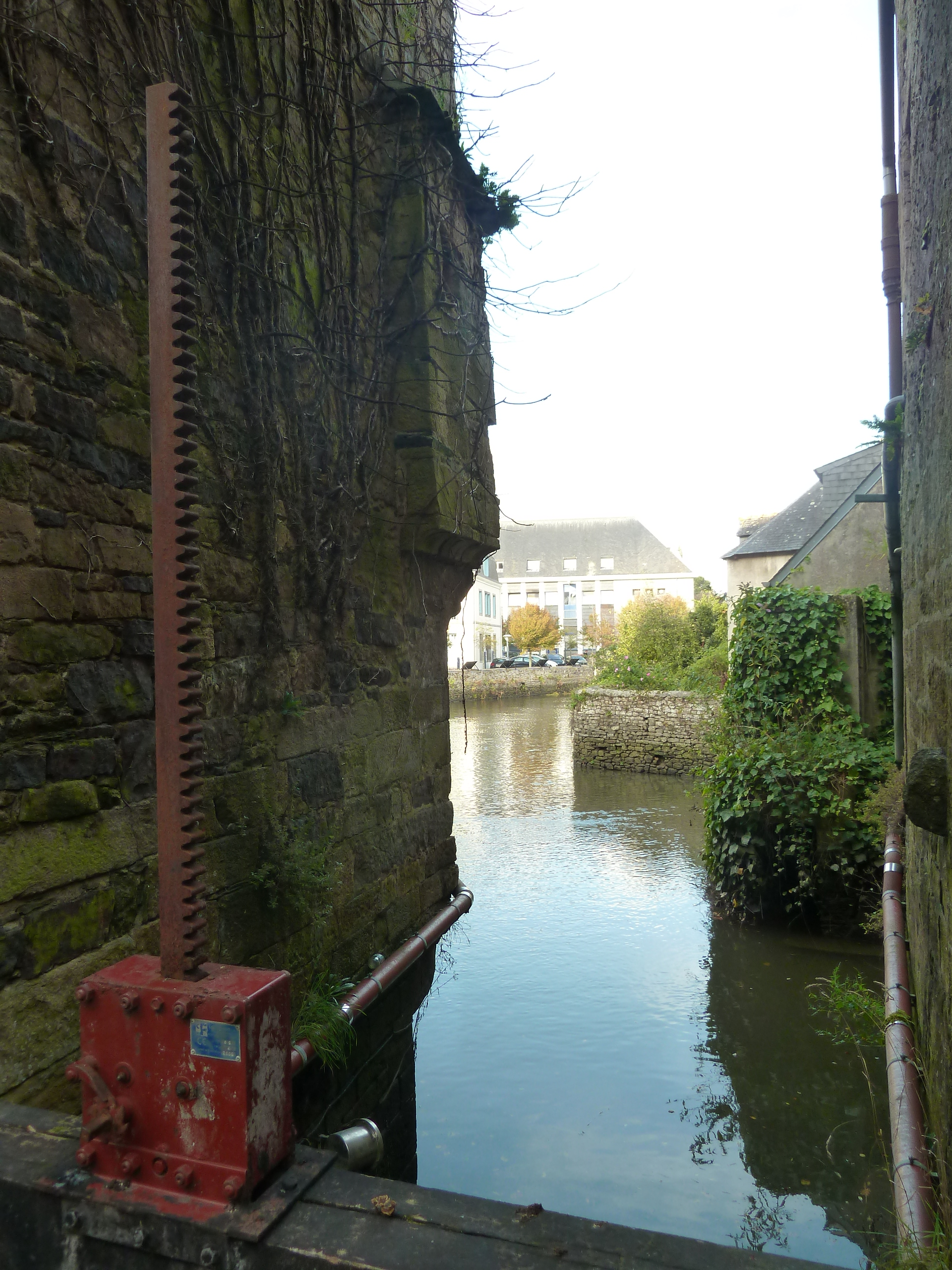
Fermé par un pertuis, un bief, ici vu vers l'amont, passe au milieu du pont.
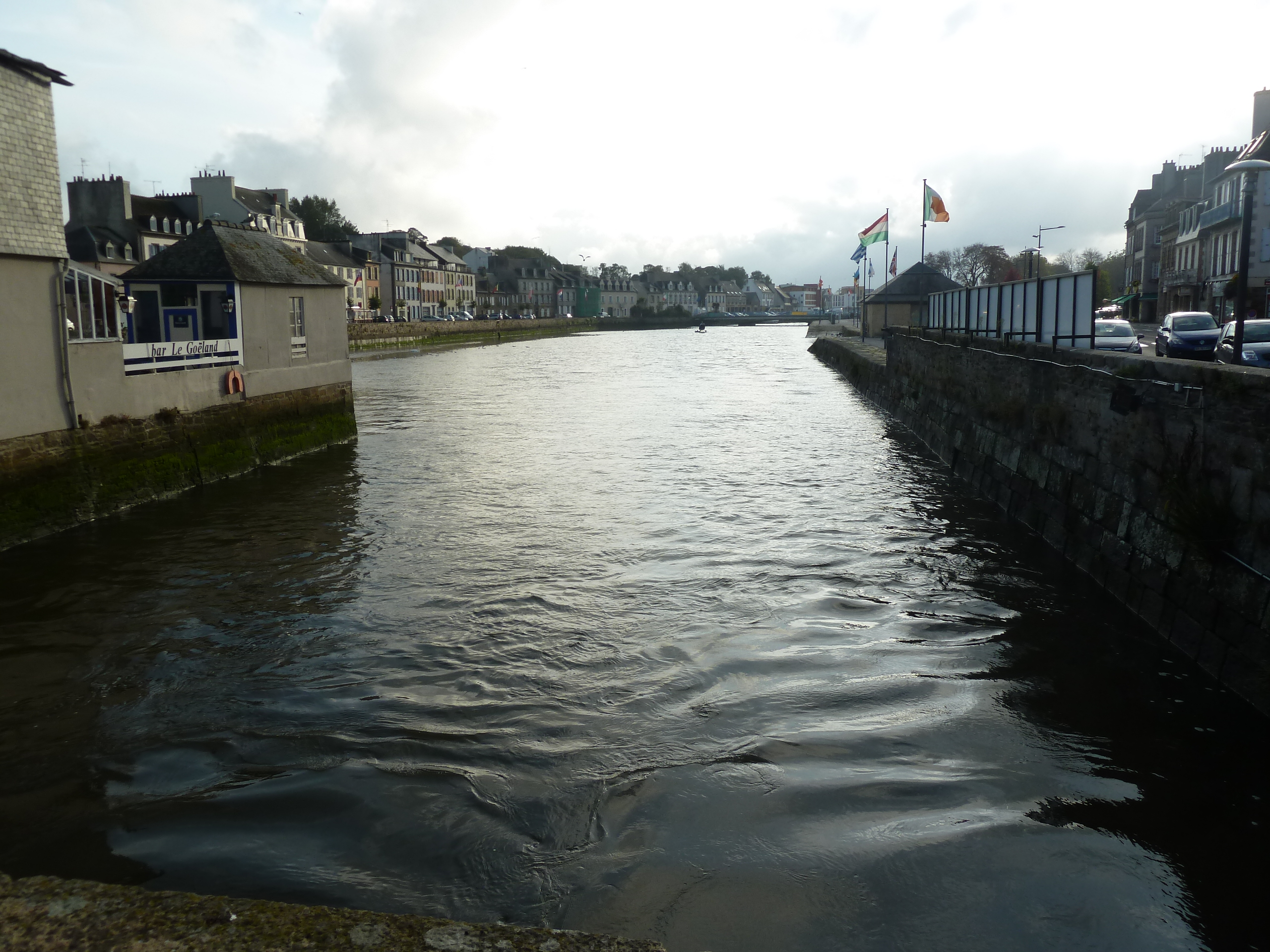
Vers l'aval et l'ancien port d'armement.

Vues de l'amont
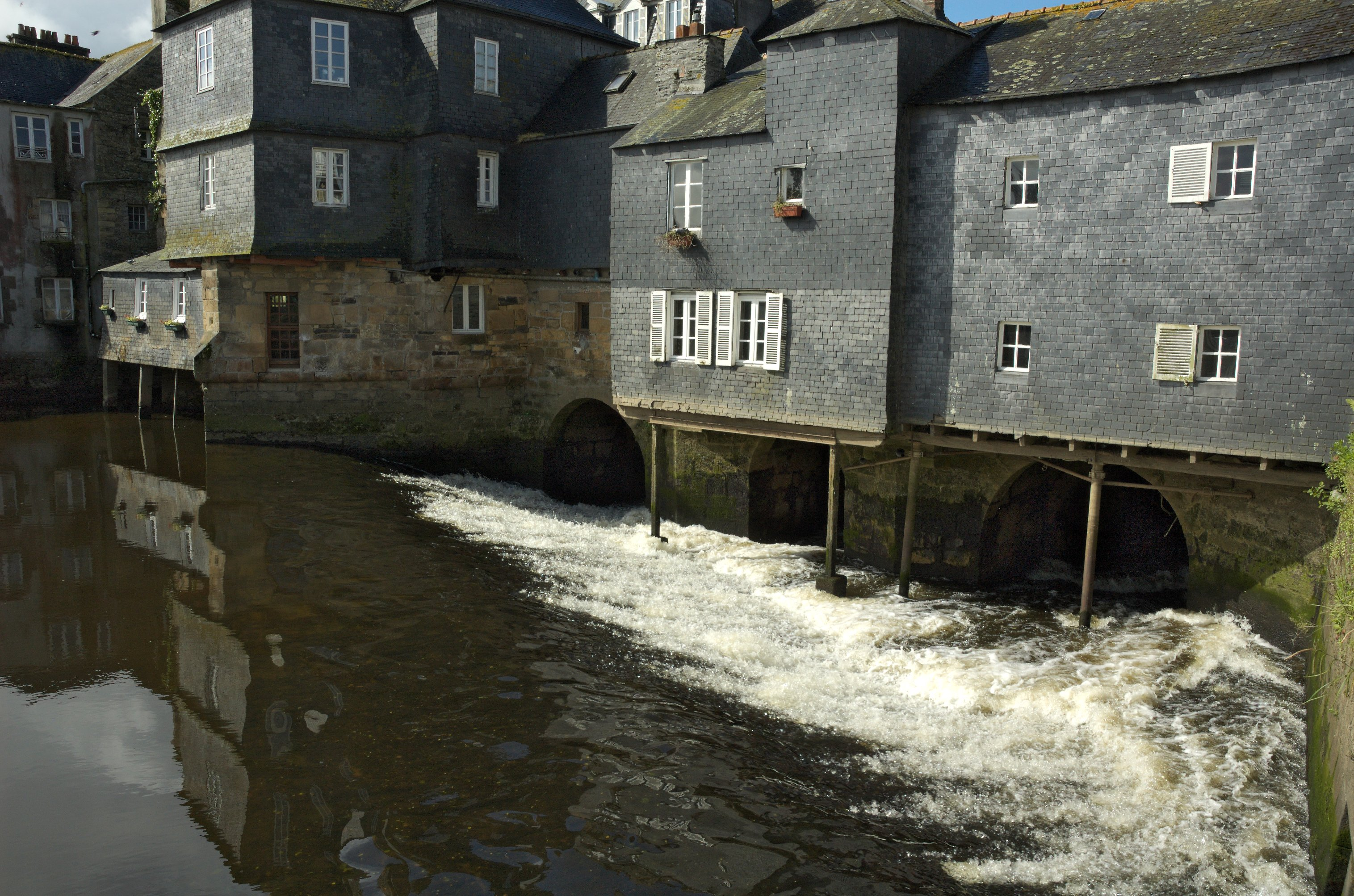
Le seuil du barrage à effacement supérieur et les pilotis.
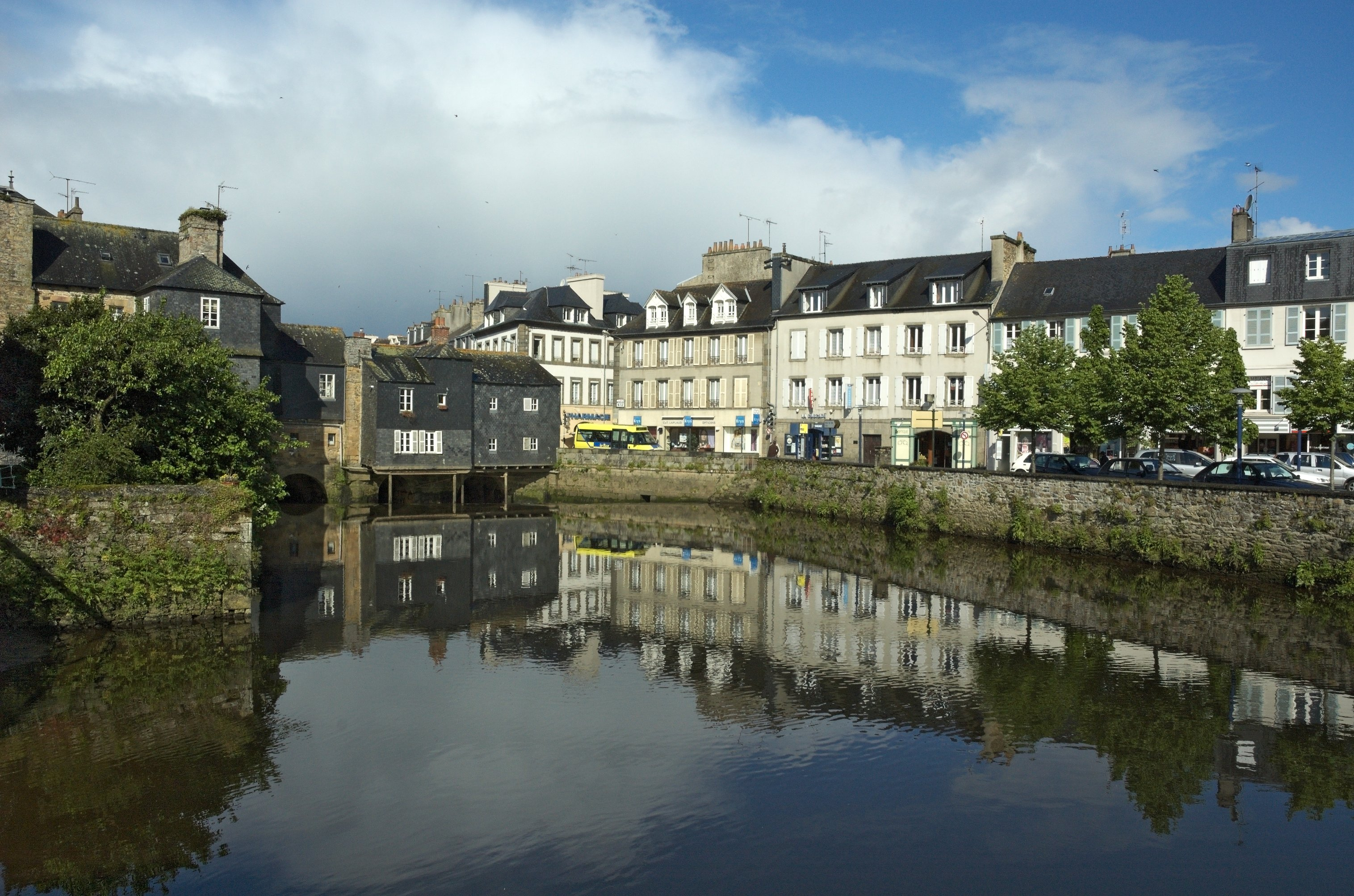
La rive de la rue de la Tour d'Auvergne côté Léon en mai 2006.
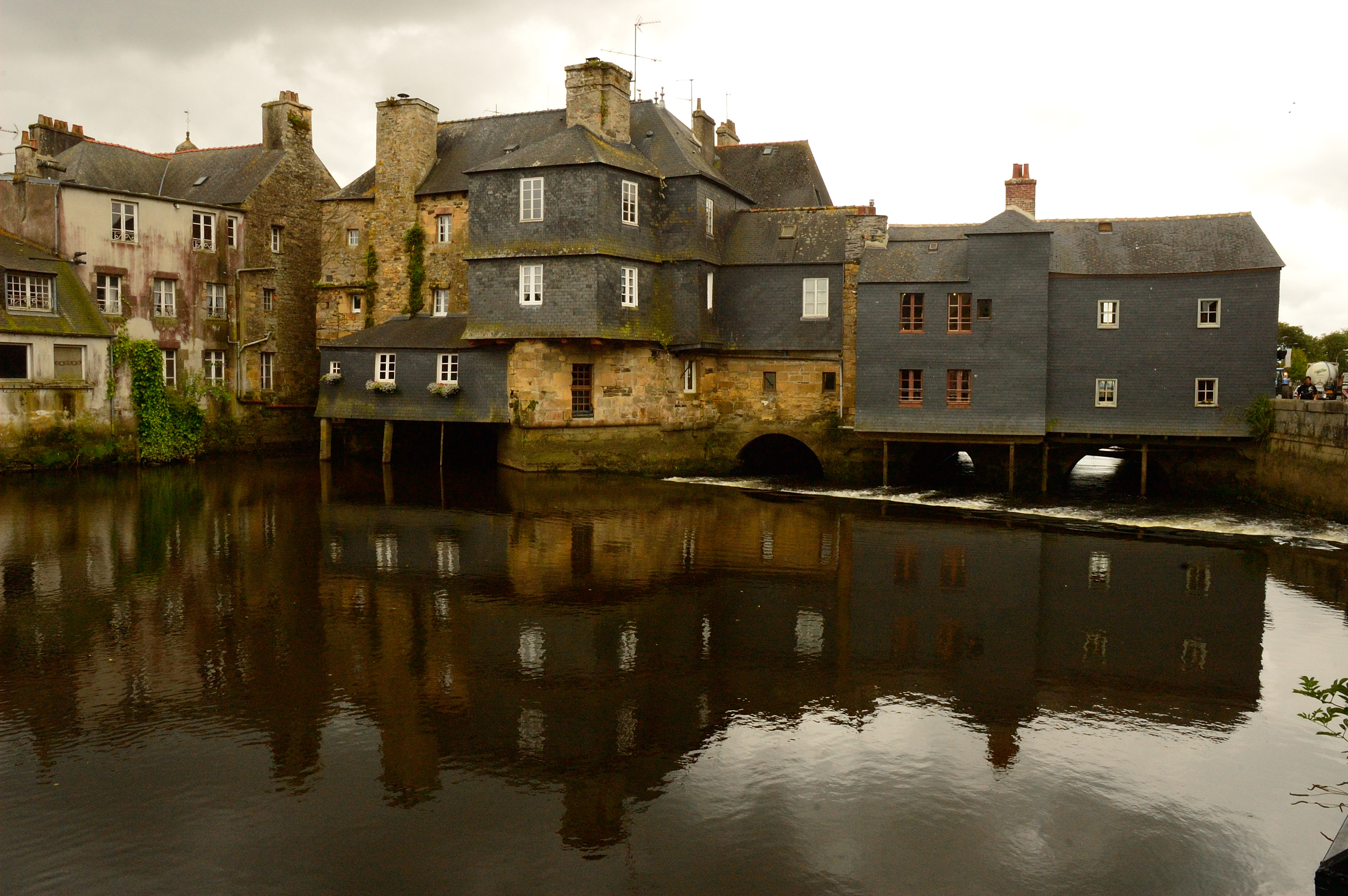
Côté Léon en juillet 2012.